# Setodes stehri
Setodes stehri là một loài Trichoptera trong họ Leptoceridae. Chúng phân bố ở miền Tân bắc.